# Germán Cano
Germán Ezequiel Cano Recalde (Lomas de Zamora, 2 de enero de 1988) es un futbolista argentino que juega como delantero en Fluminense Football Club, del Campeonato Brasileño de Serie A.

## Trayectoria

### Lanús y Chacarita Juniors
Cano realizó todo su proceso deportivo en Lanús. Llegó al equipo profesional para la temporada 2007-08 de la mano de los entrenadores Ramón Cabrero y Luis Zubeldía, en la primera parte de ese curso Lanús se consagraría como campeón del Torneo Apertura 2007 y Cano integraría el plantel yendo al banco de suplentes en los partidos frente a Gimnasia (LP).
Su debut como profesional se produjo el 17 de febrero de 2008, en la derrota de Lanús 0 a 1 contra Huracán. Luego de no tener mucha continuidad en ese torneo ya que disputaba la posición con los consolidados José Sand y Diego Valeri, fue cedido en condición de préstamo a Chacarita Juniors del fútbol argentino. En honor en el que debutó usa el dorsal 14 (por la barra 14).
En busca de sumar más minutos va cedido a Chacarita Juniors donde pudo marcar un gol, bajo la dirección técnica de Héctor Rivoira.
Terminada su cesión poco fructífera con el "Fúnebrero" Cano regresa a Lanús donde disputa 7 minutos en un partido contra Independiente y luego el entrenador Gabriel Shurrer le comunica que no contará con él por lo que termina como agente libre.

### Colón de Santa Fe
Tras la lesión de Facundo Curuchet el 30 de diciembre de 2010 Cano se suma al plantel de Colón para afrontar el Torneo Clausura 2011, a pesar de que tenía opción de ir a Cerro Porteño, con el sabalero no pudo anotar.

### Deportivo Pereira y breve paso en Paraguay
Posteriormente, a mediados de 2011, gracias al entrenador uruguayo Julio Comesaña pasó al fútbol colombiano para jugar con el Deportivo Pereira que luchaba por no descender.

"Un día lo llamé (Enrique Collar) y le dije, búscame un delantero. Él va a las canchas y revisa el talento de los jugadores y es por eso que me envío a Cano. Me contó que había estado en Colón de Santa Fe, el primer día que lo vi entrenar me sorprendió".
Declaración de Julio Comesaña, en entrevista con Hernán Peláez y Martín de Francisco.

Sin embargo, tras el descenso del club a la Primera B, finalizó su contrato con la institución. Aun así, fue el segundo máximo goleador del Torneo Finalización 2011 con 10 goles (habiéndole convertido de a un tanto al Envigado FC, La Equidad, América, Junior, Cúcuta Deportivo, Boyacá Chicó y de dos tantos a Once Caldas y Deportes Quindío) y denominado el mejor refuerzo del año.
Gracias a los logros alcanzados durante esa temporada, emprendió un nuevo rumbo en su carrera hacia el fútbol paraguayo, en donde jugó con el Nacional de Asunción. Allí tuvo su primera experiencia en torneos internacionales, jugando la Copa Libertadores de América. En esa edición anotó 2 goles. Su rendimiento en el Nacional no fue lo esperado, por lo que regresó nuevamente a Colombia, donde a partir del 2012 empezaría el mejor idilio para el jugador argentino.

### Independiente Medellín
En 2012 se suma al Deportivo Independiente Medellín como refuerzo, con la esperanza de ser nuevamente goleador. En dicha temporada se reportó con 9 anotaciones que le valieron para ser una vez más el artillero de la Liga Colombiana, seguido por Henry Hernández del Cúcuta Deportivo con igual cantidad de anotaciones.
Después del partido contra Atlético Nacional, en el cual anotó, sufre una lesión de rodilla que lo dejó por fuera del torneo; Germán Cano junto a Henry Hernández y Carmelo Valencia lograron 9 tantos en el torneo, pero el Botín de Oro se lo llevó el argentino porque jugó menos cantidad de partidos. El 16 de marzo de 2013 vuelve a las canchas buscando retomar el nivel que había tenido. Terminó el Torneo Apertura 2013 con 7 goles en 11 partidos disputados.
En el torneo finalización de ese año consiguió 8 goles en 19 juegos que disputó, lo que le permitió ser el goleador del club en el torneo. Durante el transcurso del torneo finalización 2013, Cano renueva su contrato por 3 años más quedando ligado al Independiente Medellín hasta diciembre del 2016. El 11 de octubre de 2014 anota su primer triplete como jugador del Medellín en la victoria 4 a 1 sobre Millonarios. En el transcurso de la liga 2014-II Cano vuelve a demostrar sus condiciones marcando 16 goles, siendo esta su mejor marca superando la campaña que realizó en el Pereira. A pesar de manifestar su deseo de continuar en el equipo, es declarado transferible para el fútbol del exterior (mas no en el rentado colombiano. Cano manifestó públicamente que en el FPC sólo jugaría en el Deportivo Independiente Medellín) por una cifra que rondó los 3 millones de dólares. Luego de dicha noticia desde México y Portugal se conocieron ofertas por él. Para ese entonces terminaría militando en el fútbol mexicano.

### Pachuca
Para el 2015 se hace oficial la noticia que es fichado por el Pachuca de México. El 15 de febrero anota su primer gol con el equipo mexicano en la victoria 3-1 sobre Atlas de Guadalajara.
Durante el Clausura Mexicano de 2015, Cano sufre una dura entrada la cual provocó ruptura del ligamento cruzado de la rodilla derecha. Estuvo por fuera de las canchas entre 4 y 6 meses.

### León
El 10 de diciembre se confirma que Cano será nuevo refuerzo del Club León de la Primera División de México, en el cual disputaría el Torneo Clausura 2016. En su primer partido oficial con el Club León el 9 de enero de 2016, anotó dos goles para darle la victoria 2 por 0 a su club sobre Santos Laguna. El 23 de enero marca el gol de la victoria 3 a 2 sobre Cruz Azul.

### Regreso a Independiente Medellín

#### 2018
Para el primer semestre de 2018 regresa al Independiente Medellín en el que sería su segundo ciclo con el equipo rojo de Antioquia, inicialmente con un contrato por seis meses. Debuta el 2 de febrero con el gol en la goleada 3 por 0 sobre el Atlético Huila. El 13 de marzo marca el gol de la victoria por la mínima sobre La Equidad. El 21 abril marca su primer doblete del año en la victoria como visitantes 4-2 ante Atlético Bucaramanga; con esto el delantero alcanzaba su centenar (100) de goles como jugador profesional. El 10 de mayo marca su primer gol en la Copa Sudamericana edición 2018 en el 3 a 1 sobre Sol de América de Paraguay; a los diez días marca los dos goles en el empate 2-2 contra el Atlético Junior clasificando a las semifinales de Liga. Termina siendo el goleador del Torneo Apertura con 12 goles.
El 29 de julio marca su primer gol del Torneo Finalización en el 2 por 0 sobre Boyacá Chicó. Marca el gol de la victoria por la mínima contra Millonarios FC en El Campin el 4 de agosto, el 11 de agosto marca de nuevo un doblete en la caída 3-2 contra el Deportivo Cali, que terminó siendo el partido de la fecha. Marca el único gol del partido contra Rionegro Águilas el 19 de agosto. El 29 de julio hace doblete en el 2-2 contra el Once Caldas; de nuevo hace dos goles contra Independiente Santa Fe el 22 de septiembre; a los seis días Un nuevo doblete llega en la goleada 3 por 0 en casa de Patriotas Boyacá y el 20 de octubre hace nuevamente dos goles para la victoria 2-0 contra Jaguares de Córdoba en Montería, completando así cuatro dobletes en diez partidos y haciendo la mejor temporada de su carrera. En diciembre disputaría la final de la Liga Águila ante Junior de Barranquilla, en la cual anotaría un tanto en ambos partidos (ida y vuelta), aunque no pudo festejar con su equipo. El global de la serie terminaría 5-4 a favor del Junior.
Germán Cano se convierte luego de la final, en el máximo artillero histórico en torneos cortos del fútbol profesional Colombiano, con 20 anotaciones, arrebatándole el distintivo a Miguel Borja que en la Liga 2016-I anotó 19 anotaciones. La historia de Cano con el 'Poderoso de la Montaña' llegó hasta tal punto de que hasta lo conseguido en el 2018, es el segundo (2°) máximo artillero histórico del equipo con 88 anotaciones, a sólo cuatro de José Vicente Grecco, que ostenta el primer lugar con 92 goles.
En el año 2018 se consagró como el quinto (5°) goleador en el mundo con 34 anotaciones, estando solo por debajo de: Lionel Messi (47), Cristiano Ronaldo (40), Robert Lewandowski (38) y Mohamed Salah (36).

#### 2019
En su debut el 25 de enero de 2019 marca su primer gol del año en la caída 2-1 en su visita a Patriotas Boyacá, a los cuatro días marca el empate final a un gol contra La Equidad. El 6 de febrero marca en el 1-1 como visitantes en Chile ante CD Palestino por la segunda fase de la Copa Libertadores 2019. El 9 de febrero cuando su equipo enfrentó al Unión Magdalena por la jornada 4 del torneo apertura, anotó su gol 93 en la institución, convirtiéndolo así en el máximo goleador de la historia del club. El 28 de febrero marca el gol de la victoria por la mínima en casa de Rionegro Águilas, el 10 de marzo le da la victoria a su club por la mínima ante Independiente Santa Fe. El 23 de marzo marca doblete en la goleada 4 por 1 sobre Envigado FC. El 31 de marzo marca su gol #100 en el FPC en la derrota contra Millonarios FC por 3 a 2. El 13 de abril vuelve a marca un hat-trick en la goleada 4 por 0 sobre el Atlético Bucaramanga saliendo como la gran figura del partido además dando una asistencia.
Además en el torneo apertura de este año vatió su propio récord de anotaciones con 21 goles en tan solo 20 partidos ya que su equipo no paso de fase porque no tuvo una buena campaña.
El 10 de octubre de 2019 por la fecha 16 del torneo clausura, marca su 3.er triplete con la camiseta del poderoso en los minutos 58-83-90, saliendo como la gran figura en el Atanasio Girardot en la goleada ante Cúcuta Deportivo 3 por 0. Por Copa Águila anotó dos goles frente a Millonarios en octavos de final, uno contra once caldas en cuartos y en la final de la Copa Águila 2019, frente al Deportivo Cali, anotó 1 tanto en la ida y otro tanto en la vuelta, lo que ayudó a que el Deportivo Independiente Medellín se coronara campeón de este torneo y le permitió a Germán ser goleador de la Copa Águila con 6 goles. En la Liga Águila 2019 ll convirtió 13 tantos, compartiendo el título de goleador con Michael Rangel, por esto recibió su 4.º botín de oro consecutivo y el sexto en su carrera, igualando el récord de Dayro Moreno.

### Fluminense

#### 2022
Germán Cano entra en la historia del club al romper todo tipo de récords en su primera temporada: conquista el Campeonato Carioca, venciendo en la final al clásico Flamengo con 3 goles suyos; se proclama máximo goleador del Campeonato Brasilero siendo así el segundo extranjero en la historia en lograrlo (después de Pedro Rocha, en 1971), y anotando 26 goles (récord histórico desde que el torneo se juega con 20 equipos, superando los 25 goles de Gabigol en 2019); se proclama también máximo goleador de la Copa de Brasil, siendo así el tercer jugador en la historia en ser el máximo artillero de ambos torneos nacionales en el mismo año (después de Gabigol en 2018 y Hulk en 2021) y el primer extranjero en conseguirlo; además, fue el máximo goleador por clubes brasileros en la temporada, anotando 44 goles (récord del siglo XXI en Brasil, superando los 43 goles de Neymar en 2012 y de Gabigol en 2019), y apenas el segundo en todo el mundo (solo detrás de Mbappé). Por último, rompió el récord de más goles en una temporada para el Fluminense en el siglo XXI, con sus 44 goles.

#### 2023
El 2 de mayo, el Fluminense enfrentó al River Plate, de Argentina, y venció 5-1 en el Maracaná, con tres de Germán Cano. El partido era válido por la tercera jornada de la fase de grupos de la Copa Libertadores.
El 4 de octubre se convirtió en el primer extranjero (jugador argentino en un club brasileño) en marcar 13 goles para un único equipo en una misma edición de la Copa Libertadores, consagrándose campeón de esa edición.

#### 2024
Después de dos excelentes temporadas, 2024 fue la peor actuación de su carrera. A lo largo de la temporada, el deportista sufrió 3 lesiones, un esguince en la rodilla derecha y dos veces en el pie derecho, que le dejaron sin poder rendir durante días y perjudicaron su rendimiento. El delantero acabó 2024 con apenas 7 goles en 42 partidos.

#### 2025
Germán Cano hizo historia al marcar dos goles en el partido contra Caxias do Sul, el 5 de marzo, por la Copa do Brasil, superó la marca de los 100 goles con el club, llegando a 101.
El 1 de abril, Canó anotó el único gol en el partido ante Once Caldas, válido por la primera ronda de la fase de grupos de la Copa Sudamericana. Como resultado, se convirtió en el verdugo de la selección colombiana al marcar 12 goles en 14 partidos jugados contra un mismo equipo. Además, se convirtió en el máximo goleador de la historia del club en competencias internacionales con 21 goles, superando a Fred, quien marcó 20. tiempos.
El 30 de junio, Germán Cano alcanzó los 200 partidos con el Fluminense. En el partido entre el Fluminense y el Inter de Milán, el Tricolor ganó 2-0, válido por los octavos de final del Mundial de Clubes de la FIFA.

## Estadísticas

### Clubes
Actualizado hasta su último partido disputado el 16 de agosto de 2025.
| Club                              | Div.          | Temporada     | Liga  | Liga  | Liga   | Copas nacionales | Copas nacionales | Copas nacionales | Torneos internacionales | Torneos internacionales | Torneos internacionales | Total | Total | Total  | Media goleadora |
| Club                              | Div.          | Temporada     | Part. | Goles | Asist. | Part.            | Goles            | Asist.           | Part.                   | Goles                   | Asist.                  | Part. | Goles | Asist. | Media goleadora |
| --------------------------------- | ------------- | ------------- | ----- | ----- | ------ | ---------------- | ---------------- | ---------------- | ----------------------- | ----------------------- | ----------------------- | ----- | ----- | ------ | --------------- |
| C. A. Lanús Argentina             | 1ª            | 2007-08       | 11    | 2     | 0      | —                | —                | —                | 4                       | 0                       | 0                       | 15    | 2     | 0      | 0.13            |
| C. A. Lanús Argentina             | 1ª            | 2008-09       | 6     | 0     | 0      | —                | —                | —                | 3                       | 0                       | 0                       | 9     | 0     | 0      | 0               |
| C. A. Lanús Argentina             | 1ª            | A-2010        | 1     | 0     | 0      | —                | —                | —                | —                       | —                       | —                       | 1     | 0     | 0      | 0               |
| C. A. Lanús Argentina             | Total club    | Total club    | 18    | 2     | 0      | 0                | 0                | 0                | 7                       | 0                       | 0                       | 25    | 2     | 0      | 0.08            |
| Chacarita Juniors Argentina       | 1ª            | 2009-10       | 18    | 1     | 1      | —                | —                | —                | —                       | —                       | —                       | 18    | 1     | 1      | 0.06            |
| Chacarita Juniors Argentina       | Total club    | Total club    | 18    | 1     | 1      | 0                | 0                | 0                | 0                       | 0                       | 0                       | 18    | 1     | 1      | 0.06            |
| C. A. Colón Argentina             | 1ª            | C-2011        | 5     | 0     | 0      | —                | —                | —                | —                       | —                       | —                       | 5     | 0     | 0      | 0               |
| C. A. Colón Argentina             | Total club    | Total club    | 5     | 0     | 0      | 0                | 0                | 0                | 0                       | 0                       | 0                       | 5     | 0     | 0      | 0               |
| Deportivo Pereira · Colombia      | 1ª            | F-2011        | 18    | 10    | 3      | —                | —                | —                | —                       | —                       | —                       | 18    | 10    | 3      | 0.56            |
| Deportivo Pereira · Colombia      | Total club    | Total club    | 18    | 10    | 3      | 0                | 0                | 0                | 0                       | 0                       | 0                       | 18    | 10    | 3      | 0.56            |
| Club Nacional Paraguay            | 1ª            | A-2012        | 12    | 2     | 0      | —                | —                | —                | 6                       | 2                       | 0                       | 18    | 4     | 0      | 0.22            |
| Club Nacional Paraguay            | Total club    | Total club    | 12    | 2     | 0      | 0                | 0                | 0                | 6                       | 2                       | 0                       | 18    | 4     | 0      | 0.22            |
| Independiente Medellín · Colombia | 1ª            | F-2012        | 19    | 9     | 0      | —                | —                | —                | —                       | —                       | —                       | 19    | 9     | 0      | 0.47            |
| Independiente Medellín · Colombia | 1ª            | 2013          | 30    | 15    | 4      | 4                | 1                | 0                | —                       | —                       | —                       | 34    | 16    | 4      | 0.47            |
| Independiente Medellín · Colombia | 1ª            | 2014          | 43    | 27    | 9      | 3                | 2                | 0                | —                       | —                       | —                       | 46    | 29    | 9      | 0.63            |
| Independiente Medellín · Colombia | 1ª            | 2018          | 47    | 32    | 6      | 2                | 1                | 0                | 1                       | 1                       | 0                       | 50    | 34    | 6      | 0.68            |
| Independiente Medellín · Colombia | 1ª            | 2019          | 37    | 34    | 1      | 8                | 6                | 1                | 2                       | 1                       | 0                       | 47    | 41    | 2      | 0.87            |
| Independiente Medellín · Colombia | Total club    | Total club    | 176   | 117   | 20     | 17               | 10               | 1                | 3                       | 2                       | 0                       | 196   | 129   | 21     | 0.66            |
| Pachuca C. F. · México            | 1ª            | C-2015        | 14    | 4     | 2      | —                | —                | —                | 2                       | 1                       | 0                       | 16    | 5     | 2      | 0.31            |
| Pachuca C. F. · México            | 1ª            | A-2017        | 11    | 0     | 0      | 5                | 3                | 0                | 1                       | 0                       | 0                       | 17    | 3     | 0      | 0.18            |
| Pachuca C. F. · México            | Total club    | Total club    | 25    | 4     | 2      | 5                | 3                | 0                | 3                       | 1                       | 0                       | 33    | 8     | 2      | 0.31            |
| Club León · México                | 1ª            | C-2016        | 14    | 4     | 0      | —                | —                | —                | —                       | —                       | —                       | 14    | 4     | 0      | 0.29            |
| Club León · México                | 1ª            | 2016-17       | 29    | 7     | 5      | 5                | 2                | 0                | —                       | —                       | —                       | 34    | 9     | 5      | 0.26            |
| Club León · México                | Total club    | Total club    | 43    | 11    | 5      | 5                | 2                | 0                | 0                       | 0                       | 0                       | 48    | 13    | 5      | 0.27            |
| C. R. Vasco da Gama · Brasil      | 1ª            | 2020          | 34    | 14    | 1      | 14               | 8                | 0                | 3                       | 2                       | 0                       | 51    | 24    | 1      | 0.47            |
| C. R. Vasco da Gama · Brasil      | 2ª            | 2021          | 36    | 11    | 2      | 14               | 8                | 1                | —                       | —                       | —                       | 50    | 19    | 3      | 0.38            |
| C. R. Vasco da Gama · Brasil      | Total club    | Total club    | 70    | 25    | 3      | 28               | 16               | 1                | 3                       | 2                       | 0                       | 101   | 43    | 4      | 0.43            |
| Fluminense F. C. · Brasil         | 1ª            | 2022          | 38    | 26    | 3      | 22               | 12               | 3                | 10                      | 6                       | 1                       | 70    | 44    | 7      | 0.63            |
| Fluminense F. C. · Brasil         | 1ª            | 2023          | 30    | 10    | 1      | 17               | 17               | 0                | 14                      | 13                      | 2                       | 61    | 40    | 3      | 0.66            |
| Fluminense F. C. · Brasil         | 1ª            | 2024          | 27    | 4     | 0      | 6                | 2                | 1                | 9                       | 1                       | 1                       | 42    | 7     | 2      | 0.17            |
| Fluminense F. C. · Brasil         | 1ª            | 2025          | 11    | 5     | 0      | 15               | 10               | 0                | 8                       | 4                       | 1                       | 34    | 19    | 1      | 0.56            |
| Fluminense F. C. · Brasil         | Total club    | Total club    | 106   | 45    | 4      | 60               | 41               | 4                | 41                      | 24                      | 5                       | 207   | 110   | 13     | 0.53            |
| Total carrera                     | Total carrera | Total carrera | 491   | 217   | 38     | 115              | 72               | 6                | 63                      | 31                      | 5                       | 666   | 320   | 49     | 0.48            |
| 1. 2. 3.                          |               |               |       |       |        |                  |                  |                  |                         |                         |                         |       |       |        |                 |

### Hat-tricks
| 1 | 11 de octubre de 2014  | El Campin, Bogotá                         | Millonarios - Independiente Medellín          |  | 1 - 4  | Torneo Finalización 2014 |
| 2 | 13 de abril de 2019    | Estadio Atanasio Girardot, Medellín       | Independiente Medellín - Atlético Bucaramanga |  | 4 - 0  | Torneo Apertura 2019     |
| 3 | 10 de octubre de 2019  | Estadio Atanasio Girardot, Medellín       | Independiente Medellín - Cúcuta Deportivo     |  | 3 - 0  | Torneo Finalización 2019 |
| 4 | 27 de junio de 2020    | Estadio São Januário, Río de Janeiro      | Vasco da Gama - Macaé                         |  | 3 - 1  | Campeonato Carioca 2020  |
| 5 | 26 de mayo de 2022     | Ramón T. Aguilera, Sta. Cruz de la Sierra | Oriente Petrolero - Fluminense                |  | 1 - 10 | Copa Sudamericana 2022   |
| 6 | 5 de noviembre de 2022 | Maracaná, Río de Janeiro                  | Fluminense - São Paulo                        |  | 3 - 1  | Serie A 2022             |
| 7 | 5 de febrero de 2023   | Maracaná, Río de Janeiro                  | Fluminense - Audax Rio de Janeiro             |  | 3 - 0  | Campeonato Carioca 2023  |
| 8 | 18 de marzo de 2023    | Maracaná, Río de Janeiro                  | Fluminense - Volta Redonda                    |  | 7 - 0  | Campeonato Carioca 2023  |
| 9 | 2 de mayo de 2023      | Maracaná, Río de Janeiro                  | Fluminense - River Plate                      |  | 5 - 1  | Copa Libertadores 2023   |

## Palmarés

### Campeonatos regionales
| Título             | Equipo              | Estado         | Año  |
| ------------------ | ------------------- | -------------- | ---- |
| Taça Rio           | C. R. Vasco da Gama | Río de Janeiro | 2021 |
| Taça Guanabara     | Fluminense F. C.    | Río de Janeiro | 2022 |
| Campeonato Carioca | Fluminense F. C.    | Río de Janeiro | 2022 |
| Taça Guanabara     | Fluminense F. C.    | Río de Janeiro | 2023 |
| Campeonato Carioca | Fluminense F. C.    | Río de Janeiro | 2023 |

### Campeonatos nacionales
| Título           | Equipo                 | País      | Año    |
| ---------------- | ---------------------- | --------- | ------ |
| Primera División | C. A. Lanús            | Argentina | A-2007 |
| Copa Colombia    | Independiente Medellín | Colombia  | 2019   |

### Campeonatos internacionales
| Título                       | Equipo           | Sede           | Año  |
| ---------------------------- | ---------------- | -------------- | ---- |
| Copa Libertadores de América | Fluminense F. C. | Río de Janeiro | 2023 |
| Recopa Sudamericana          | Fluminense F. C. | Río de Janeiro | 2024 |

### Distinciones individuales
| Distinción                                                | Año        |
| --------------------------------------------------------- | ---------- |
| Goleador de la Primera A (9 goles)                        | II-2012    |
| Goleador de la Primera A (16 goles)                       | II-2014    |
| Goleador de la Primera A (12 goles)                       | I-2018     |
| Goleador de la Primera A (20 goles)                       | II-2018    |
| Mejor jugador de la Primera A                             | 2018       |
| Goleador de la Primera A (21 goles)                       | I-2019     |
| Once ideal de la Primera A                                | I-2019     |
| Goleador del Primera A (13 goles)                         | II-2019    |
| Once ideal del Primera A                                  | II-2019    |
| Goleador de la Copa Colombia (6 goles)                    | 2019       |
| Equipo ideal del Campeonato Carioca                       | 2022       |
| Goleador de la Serie A (26 goles)                         | 2022       |
| Once ideal de la Serie A                                  | 2022       |
| Goleador de la Copa de Brasil (5 goles)                   | 2022       |
| Goleador del año en el futbol Brasileño (44 goles)        | 2022       |
| Goleador del Campeonato Carioca (16 goles)                | 2023       |
| Equipo ideal del Campeonato Carioca                       | 2023       |
| Goleador de la Copa Libertadores (13 goles)               | 2023       |
| Once ideal de la Copa Libertadores                        | 2023       |
| Mejor jugador de América                                  | 2023       |
| Once ideal de América                                     | 2023       |
| Nominado a Mejor Delantero del año por The Best FIFA      | 2024       |
| Goleador del Campeonato Carioca (6 goles)                 | 2025       |
| Goleador histórico del Independiente Medellín (129 goles) | Desde 2019 |

## Filantropía
En mayo de 2021, Cano realizó una subasta de artículos personales autografiados y utilizó el dinero recaudado para comprar canastas de alimentos que fueron distribuidas a los residentes de la comunidad de Tuiuti, en São Cristóvão, Río de Janeiro.
En junio de 2021, en la victoria 2-1 del Vasco sobre el Brusque, en la Serie B, Cano abrió el marcador y celebró el gol alzando la bandera de esquina que contenía los colores de la bandera LGBT, siendo amonestado con tarjeta amarilla luego de la celebración, sin embargo, fue recibida por el público y rápidamente se viralizó en las redes sociales y en la prensa, teniendo también repercusión en el exterior. Los internautas, periodistas y jugadores celebraron positivamente la actitud del atacante. Al día siguiente, Cano insertó un filtro de arcoíris en su foto de perfil en las redes sociales, dando un nuevo homenaje a la audiencia LGBT. Días después, la prensa internacional informó sobre la historia de un fan del Vasco que decidió hacerse un tatuaje para perpetuar la celebración de Cano.
En octubre de 2021, luego de que el futbolista australiano del Adelaide United, Josh Cavallo, revelara públicamente su homosexualidad, Cano le envió un mensaje de apoyo al jugador y le obsequió una camiseta especial de Vasco en honor a la comunidad LGBT.

## Anexos
- Anexo:Máximos goleadores argentinos de la historia
- Anexo:Máximos goleadores de la Categoría Primera A